# Liste der Bodendenkmäler in Selfkant
Die Liste der Bodendenkmäler in Selfkant enthält die denkmalgeschützten unterirdischen baulichen Anlagen, Reste oberirdischer baulicher Anlagen, Zeugnisse tierischen und pflanzlichen Lebens und paläontologischen Reste auf dem Gebiet der Gemeinde Selfkant im Kreis Heinsberg in Nordrhein-Westfalen (Stand: September 2020). Diese Bodendenkmäler sind in Teil B der Denkmalliste der Gemeinde Selfkant eingetragen; Grundlage für die Aufnahme ist das Denkmalschutzgesetz Nordrhein-Westfalen (DSchG NRW).
| Bild | Bezeichnung                                                                          | Lage          | Beschreibung | Bauzeit | Eingetragen seit | Denkmal- nummer |
| ---- | ------------------------------------------------------------------------------------ | ------------- | ------------ | ------- | ---------------- | --------------- |
| BW   | Hofanlage und Grabenrechteck; in der Niederung des Saeffelbaches Nähe Gut Wammen     | Havert Karte  |              |         | 04.10.1993       | 1               |
| BW   | Grabenrechteck 23 m × 23 m mit abgerundeten Ecken                                    | Millen Karte  |              |         | 08.08.1994       | 2               |
| BW   | Eisenzeitliches Grabenhügelfeld in der Westerheide                                   | Tüddern Karte |              |         | 08.08.1994       | 3               |
| BW   | Mittelalterliche Grabenanlage gelegen zw. Hofanlage Habetz in Ri. Haus Vossen rechts | Millen Karte  |              |         | 18.12.1994       | 4               |
| BW   | Vicus Theudurum                                                                      | Tüddern Karte |              |         | 03.04.2017       | 5               |